# Організаторська вулиця (Київ)
Організаторська ву́лиця — вулиця у Солом'янському районі міста Києва, місцевість Батиєва гора. Пролягає від Кондукторської вулиці до Радісної вулиці. 

## Історія
Організаторська вулиця виникла близько 1909 року, мала назву 9-а Лінія, як і всі інші вулиці Батиєвої гори. Сучасна назва — з 1958 року.